# Win Your Love
Win Your Love è il quarto singolo del cantautore e musicista britannico Nick Kamen, pubblicato nel 1987 come estratto dall'album Nick Kamen.

## Descrizione
La title track è una cover del brano del musicista statunitense Sam Cooke Win Your Love for Me del 1966. Win Your Love è uno dei brani con cui Kamen ha preso parte alla XXIV edizione del Festivalbar.

## Tracce
Singolo 7"
1. Win Your Love – 3:56 (L.C. Cooke)
2. Any Day Now – 3:43

Durata totale: 7:39
Singolo 12"
1. Win Your Love (The Love Mix) – 5:40
2. Any Day Now (7" Version) – 3:52
3. Win Your Love (7" Version) – 3:52

Durata totale: 13:24

## Classifiche
| Classifica | Posizione massima | Nr. di settimane |
| ---------- | ----------------- | ---------------- |
| Italia     | 5                 |                  |